# Memória Institucional
A memória institucional é uma organização que mantém um repositório de conhecimento público, um termo genérico usado sobre instituições como bibliotecas, arquivos, museus, registros de locais e monumentos (SMR), câmaras de compensação, provedores de bibliotecas digitais e serviços de agregação de dados que servem como memórias para as sociedades ou a humanidade. Cada vez mais essas instituições são consideradas parte de uma perspectiva unificada de documentação / Ciência da informação .
Lorcan Dempsey pode ter introduzido o termo em uso popularmente utilizado nas áreas de Biblioteconomia e Ciência da informação, [1] embora outros autores, como Joan Schwarz, o usassem anteriormente. [2] Ele também apareceu em um relatório de 1972 para o Conselho de Biblioteca e Recursos de Informação que  é uma organização independente e sem fins lucrativos americana.
Helena Robinson (2012)  criticou o termo quando escreveu, "ao invés de revelar a afiliação essencial entre museus, bibliotecas e arquivos, sua classificação abrangente como 'instituições de memória' no setor público e na academia simplifica o conceito de memória, e marginaliza abordagens específicas de domínio para a catalogação, descrição, interpretação e implantação de coleções que levam os museus, bibliotecas e arquivos a se envolverem com a História, o significado e a memória de maneiras significativamente diferentes. "